# Alypia langtoni
Alypia langtoni là một loài bướm đêm thuộc họ Noctuidae. Chúng được tìm thấy ở Newfoundland tới Alaska, phía nam đến Maine và Đông Wisconsin, phía nam ở phía tây đến Colorado và California.
Sải cánh dài khoảng 30 mm. Con trưởng thành bay từ tháng 5 đến tháng 7 làm một đợt tùy theo địa điểm.
Ấu trùng ăn các loài thực vật chi Epilobium.